# Quartier de la Gare (Strasbourg)
Pour les articles homonymes, voir Quartier de la Gare (homonymie).
Le quartier de la Gare est un quartier du centre de Strasbourg situé à l'ouest de la Grande Île.

## Délimitation
Le quartier de la gare est délimité à l'est par la rue de Sébastopol, au nord et à l'ouest par le réseau autoroutier contournant la ville et au sud par l'Ill et le canal du Faux-Rempart.
Il est bordé à l'est par le Tribunal Contades, au sud-est par la Grande Île et l'hôpital civil, à l'ouest par les quartiers de la Montagne Verte et de Koenigshoffen et par le quartier de Cronenbourg au nord.

## Administration
Administrativement, les limites du quartier se sont étendues depuis les élections de 2020 et le quartier n'est plus rattaché à une entité plus grande comme avant . La mairie de quartier correspondante est désormais située place Broglie,.

## Description
La gare de Strasbourg-Ville (ou gare centrale), construite en 1883, constitue le centre névralgique du quartier qui est plutôt à vocation résidentielle, comportant de nombreux hôtels mais aussi restaurants, bars et commerces d’alimentation.
Deux sites militaires, aujourd'hui occupés par la Gendarmerie nationale, se trouvent dans le quartier : la caserne Ganeval et le quartier Sénarmont.
Un marché se tient le mercredi et le vendredi place Hans Arp entre l'INSP et le Musée d'Art Moderne et Contemporain.
La clinique Sainte-Barbe et sa chapelle se trouve rue du Faubourg National ainsi que des maisons anciennes dans la partie près du quai.
Remarquons la présence de deux importantes écoles : l'Institut national du service public (ex-École nationale d'administration) qui occupe l'ancienne commanderie Saint-Jean et l'École nationale supérieure d'architecture de Strasbourg. Plusieurs écoles des secteurs de la mode, de la communication et du commerce y sont aussi implantées.
La bibliothèque municipale - médiathèque Olympe de Gouges de Strasbourg est située dans la rue Kuhn. L'art est représenté par plusieurs galeries et le musée d'Art moderne et contemporain de Strasbourg construit en 1998 au bord de l'Ill.
Deux salles de concerts, « la Laiterie » et « le Molodoï » sont situées à l’ouest du quartier.
La vie du quartier est aussi marquée par la présence de plusieurs églises. L'église protestante Sainte-Aurélie est située sur la place du même nom. L'école Sainte-Aurélie en dépend. L'église catholique Saint-Jean est située sur le quai Saint-Jean et marque la limite avec le quartier des Halles. L'église Notre-Dame de Lourdes, plus contemporaine, se trouve rue du Hohwald.
Au-delà de la place de la Porte-Blanche, au début de la route vers Koenigshoffen avant le réseau autoroutier, on trouve à droite dans l'ancien château d'eau de la gare le Musée Vodou qui a ouvert en janvier 2014.
Malgré la présence des squares de la Porte-Blanche, Saint-Jean, Sainte-Aurélie et le réaménagement de la place de la Gare en 2007, c'est le quartier de Strasbourg comportant le moins d'espaces verts par rapport au nombre d'habitants.
Le quartier a vu le retour du tram dès 1994 avec la ligne A et la station souterraine gare centrale (desservie également par la ligne D à partir de 1998). Depuis 2000, les lignes B et C traversent également le quartier. Enfin à la suite de la réorganisation du réseau en 2010, la ligne C effectue désormais son terminus sur la place de la gare. Depuis Août 2020, le tram F se dirige vers Koenigshoffen par le Faubourg National, le boulevard de Nancy jusqu'à la place de la porte Blanche. Ce tracé a entraîné le déplacement du marché. Prochainement la place de la Gare sera profondément modifiée dans son fonctionnement par les modifications apportées à l'occasion du projet de tram nord.